# Бахтин, Иван Александрович
Иван Александрович Бахтин — советский хозяйственный, государственный и политический деятель.

## Биография
Родился в 1923 году в селе Муровлянка. Член КПСС.
Участник Великой Отечественной войны в составе 21-й танковой бригады, выпускник Московского химико-технологического института мясной промышленности. С 1950 года — на хозяйственной, общественной и политической работе. В 1950—1987 гг. — главный инженер на Россошанской птицефабрике, директор Россошанского мясокомбината, начальник вновь образованного Управления птицеводческой промышленности РСФСР, заместитель министра сельского хозяйства РСФСР по капитальному строительству, начальник Управления птицеводческой промышленности СССР, член коллегии МСХ СССР.
Умер в Москве после 1987 года.

## Оценки
Масштабная организаторская деятельность <Бахтина> не замедлила сказаться на результатах работы Птицепрома, — по итогам 1966 г. прибыль составила 80 млн руб. Именно в середине 1960-х гг. началось бурное развитие птицеводства как самостоятельной промышленной отрасли.

В этот период <1972-1987 годы> продолжалось бурное развитие отрасли. Во всех регионах Советского Союза строились новые и реконструировались существующие предприятия яичного и мясного направления.